# مروكي في باريس (فلم)
مروكي في باريس (مغربي في باريس)، فيلم مغربي كوميدي صدر سنة 2012 من إخراج وبطولة سعيد الناصري، إلى جانب سيباستيان باريو، جون ماري بيغار، نعيمة بوحمالة وآخرين.

## القصة
يحلم (نجيب) الشاب المغربي بالهجرة إلى فرنسا ليلتحق بشقيقه المهاجر هناك، والمتزوج من فرنسية منذ أكثر من عشرين عامًا، ولايجد أمامه سوى طريق الهجرة غير الشرعية، يقابل في الطريق شخص يُدعى (أتيلا) يورطه ويورط أخاه وأسرة صديق طفولته (ديفيد) في قضية مخدرات، مما يتسبب في العديد من المشاكل التي قد تكون مضحكة في كثير من الأحيان.

## ردود الفعل
تبوأ فيلم «مروكي في باريس» للفنان الكوميدي سعيد الناصري صدارة «البوكس أوفيس» المغربي، متفوقاً على فيلم «مهمة مستحيلة: بروتوكول الشبح» للنجم توم كروز، الذي جاء ثانيا.
ونشر المركز السينمائي المغربي إحصائيات جديدة تهم شباك تذاكر الأفلام التي عُرضت في القاعات السينمائية بالبلاد خلال الربع الأول من السنة الجارية، تضمنت صدارة فيلم «مروكي في باريس» بـ65 ألفاً و398 تذكرة، وتبعه فيلم «الأندلس حبيبتي» للمخرج محمد نظيف بـ17 ألفاً و837 تذكرة، ثم فيلم «أياد خشنة» للمخرج محمد العسلي بـ17 ألفاً و531 تذكرة.
وتفوق فيلم «مروكي في باريس»، وفق الأرقام ذاتها، على فيلم «مهمة مستحيلة» الذي حقق 41 ألفاً و635 تذكرة، والفيلم الأمريكي «رحلة إلى مركز الأرض، الجزء الثاني» بـ19 ألفا و840 تذكرة، ثم الفيلم المصري «إكس لارج» للفنان أحمد حلمي بأكثر من 17 ألف تذكرة مشاهدة.
و بالرغم من أن الفيلم حظي بمتابعة جماهيرية كبيرة سجلتها، فقد وُجهت إليه انتقادات من لدن نقاد سينمائيين مغاربة، إذ اعتبر الناقد السينمائي حسن بنشليخة أن فيلم «مروكي في باريس» سقط في فخ الكوميديا الفجة، ولا يتضمن أية قيمة فنية أو فكرية تذكر، بل يشوه دور الفن في الوعي الاجتماعي والثقافي، ويضعف الوظائف الذهنية والمهارات التي تميز بين الفن الراقي وبين الفن الهابط.

## روابط خارجية
- مقالات تستعمل روابط فنية بلا صلة مع ويكي بيانات